# 대구 동화사 제석도
대구 동화사 제석도(大邱 桐華寺 帝釋圖)는 대한민국 대구광역시 동구 동화사에 있는 조선시대의 불화이다. 2012년 1월 30일 대구광역시의 유형문화재 제56호로 지정되었다.

## 개요
화승(畵僧) 체준(體俊)에 의해 조성되었으며 조성시기는 화기에 기록되어 있지 않지만 동화사 대웅전의 지장시왕도가 영조 4년(1728)에 체준에 의해 조성된 것을 근거로 하여 같은 시기에 조성된 것으로 추정된다. 화면의 중앙에는 병풍을 배경으로 제석천이 위치하고 그 아래에는 좌우에 보살을 배치하고, 병풍의 좌우에는 일월천자(日月天子)와 천동과 천녀를 배치하였다. 제석천을 중심으로 완전히 좌우대칭을 이루는 단순한 구도로, 보존상태가 양호하고 비교적 밝은 적록의 대비가 돋보이는 작품이다.

## 같이 보기
- 동화사

## 참고 자료
- 대구 동화사 제석도 - 국가유산청 국가유산포털